# Martin Martinsson
Martin Arvid Martinsson, född 28 januari 1913 i Röra socken på Orust, död där 9 januari 1998, var en svensk traditionell sångare. 
Martin Martinsson har bidragit till den bohuslänska vis- och folkmusikrepertoaren med ett stort antal sånger av olika karaktär (trallade låtar, 'småstubbar', vallvisor, bröllopsvisor, nidvisor och medeltida ballader, etc.). Till de mer kända sångerna hör Bröllopsvisa från Stångenäs och Den Lillas Testamente. 
Martinsson var liksom sina förfäder smed och lantbrukare i Svineviken nära Henån på Orust. Han är begravd på Röra kyrkogård. 